# Alessandro Schöpf
Alessandro Schöpf (n. 7 februarie 1994, Umhausen, Austria) este un fotbalist austriac, care în prezent joacă la FC Schalke 04 în Bundesliga pe postul de mijlocaș.

## Cariera de jucător

### Bayern München
Schöpf s-a alăturat echipei Bayern München în 2009, unde a jucat la juniori timp de trei ani până când a fost promovat la echipa secundă în 2012. El a debutat în primul meci al sezonului 2012-2013 contra echipei FC Augsburg II. A continuat evoluțiile bune, ajungând să termine sezonul cu 28 de apariții, iar echipa terminând pe locul secund în Regionalliga Bayern. Marcând 11 goluri, el a devenit golgheterul echipei după Marius Duhnke cu 114 goluri. În următorul sezon, Schöpf a jucat în 34 de meciuri, marcând tot 11 goluri și echipa reușind să termine pe primul loc. Totuși, aceștia au pierdut după goluri din deplasare barajul cu SC Fortuna Köln. Împreună cu colegul său,  Julian Green, Schöpf a fost chemat la prima echipă, însă nu a jucat niciun meci în sezonul 2013–2014.

### 1. FC Nürnberg
În iulie 2014, Schöpf a semnat cu formația din 2. Bundesliga, 1. FC Nürnberg. El a debutat în sezonul 2014-2015 în victoria 1–0 contra echipei Erzgebirge Aue.

### FC Schalke 04
Pe 7 ianuarie 2016, a fost anunțat transferul lui Schöpf la Schalke 04, acesta semnând un contract până în 2019. El a debutat în Bundesliga pe 30 ianuarie contra echipei SV Darmstadt 98, meci câștigat cu 1-0.

## Cariera internațională
Schöpf a debutat la națională de seniori a Austriei pe 27 martie 2016, intrând din poziția de rezervă în minutul 87 într-un meci amical contra Albaniei. La data de 12 mai 2016 antrenorul naționalei, Marcel Koller, l-a convocat pentru Campionatul European din 2016. Primul său gol a venit pe 31 mai 2016 într-un meci amical contra Maltei, câștigat cu scorul de 2-1, el marcând cel de-al doilea gol.
La Campionatul European din Franța a intrat din poziția de rezervă în toate cele trei meciuri. În ultimul meci al grupelor, a marcat singurul gol al Austriei.

### Goluri internaționale
| #  | Data          | Stadion                                      | Adversar | Scor | Rezultat | Competiție  |
| -- | ------------- | -------------------------------------------- | -------- | ---- | -------- | ----------- |
| 1. | 31 mai 2016   | Wörthersee Stadion, Klagenfurt am Wörthersee | Malta    | 2–0  | 2–1      | Meci amical |
| 2. | 22 iunie 2016 | Stade de France, Saint-Denis                 | Islanda  | 1–1  | 2–1      | EURO 2016   |

## Palmares
Bayern München II
- Regionalliga Bayern (1): 2013-2014

## Statistici
La 25 iunie 2016.
| Club              | Sezon         | Campionat | Campionat | Cupă    | Cupă   | Europa  | Europa | Total   | Total  |
| Club              | Sezon         | Meciuri   | Goluri    | Meciuri | Goluri | Meciuri | Goluri | Meciuri | Goluri |
| ----------------- | ------------- | --------- | --------- | ------- | ------ | ------- | ------ | ------- | ------ |
| Bayern München II | 2012–13       | 29        | 11        | —       | —      | —       | —      | 29      | 11     |
| Bayern München II | 2013–14       | 34        | 11        | —       | —      | —       | —      | 36      | 11     |
| Bayern München II | Total         | 63        | 22        | —       | —      | —       | —      | 65      | 22     |
| 1. FC Nürnberg    | 2014–15       | 32        | 5         | 1       | 0      | —       | —      | 33      | 2      |
| 1. FC Nürnberg    | 2015–16       | 19        | 6         | 3       | 0      | —       | —      | 22      | 6      |
| 1. FC Nürnberg    | Total         | 51        | 11        | 4       | 0      | —       | —      | 55      | 11     |
| Schalke 04        | 2015–16       | 11        | 3         | 0       | 0      | 2       | 0      | 13      | 3      |
| Schalke 04        | Total         | 11        | 3         | 0       | 0      | 2       | 0      | 13      | 3      |
| Total carieră     | Total carieră | 125       | 36        | 4       | 0      | 2       | 0      | 133     | 36     |